# CTH fabriksmuseum

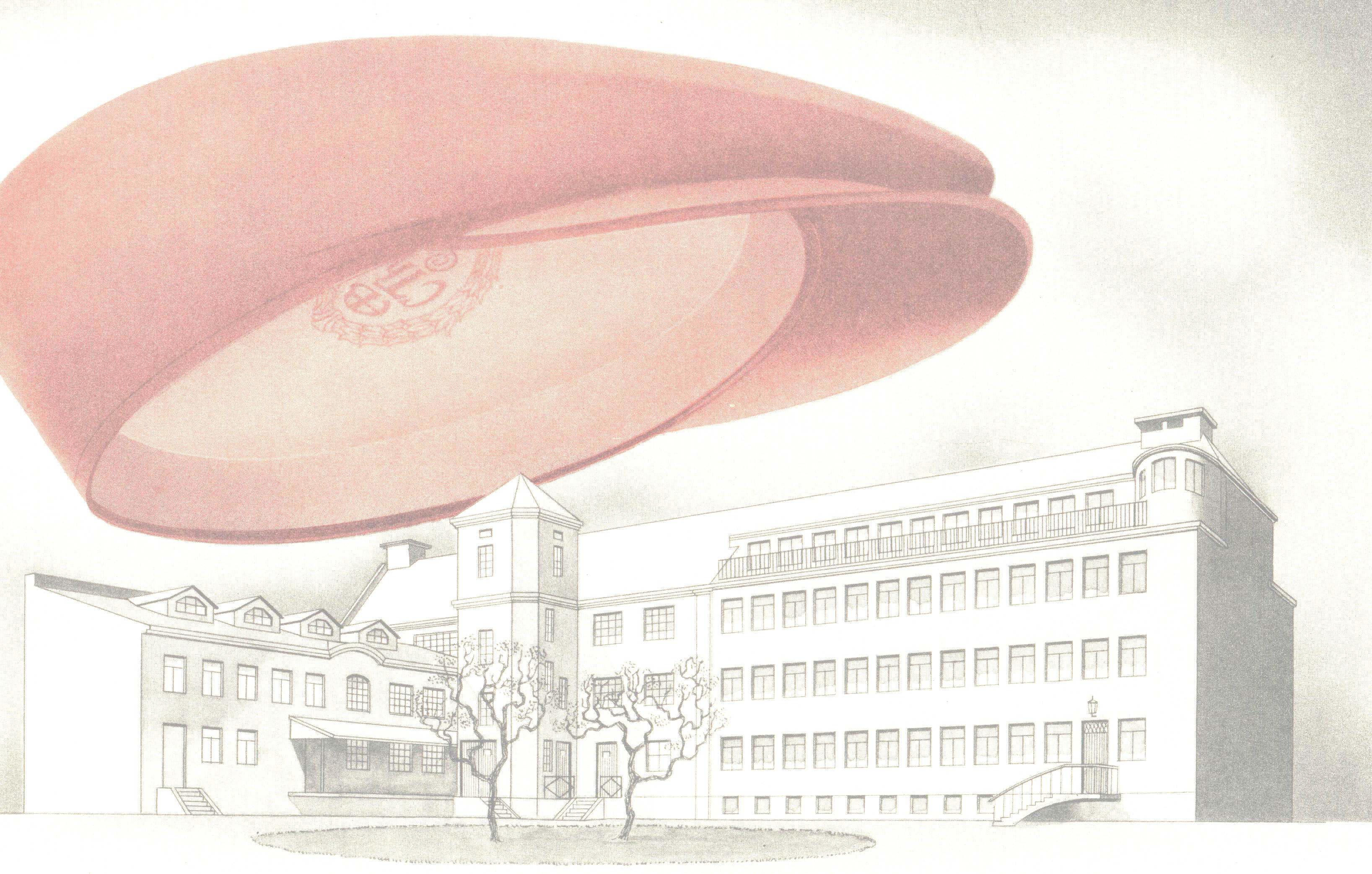
CTH Ericsons Hattfabrik

CTH fabriksmuseum var ett industrihistoriskt museum som startade 2004 och var aktivt fram till år 2019, i CTH Ericsons historiska hatt- och mössfabrik i Borlänge centrum. Svenska industriminnesföreningen utsåg CTH Fabriksmuseum till Årets industriminne 2006. 

## Bildgalleri

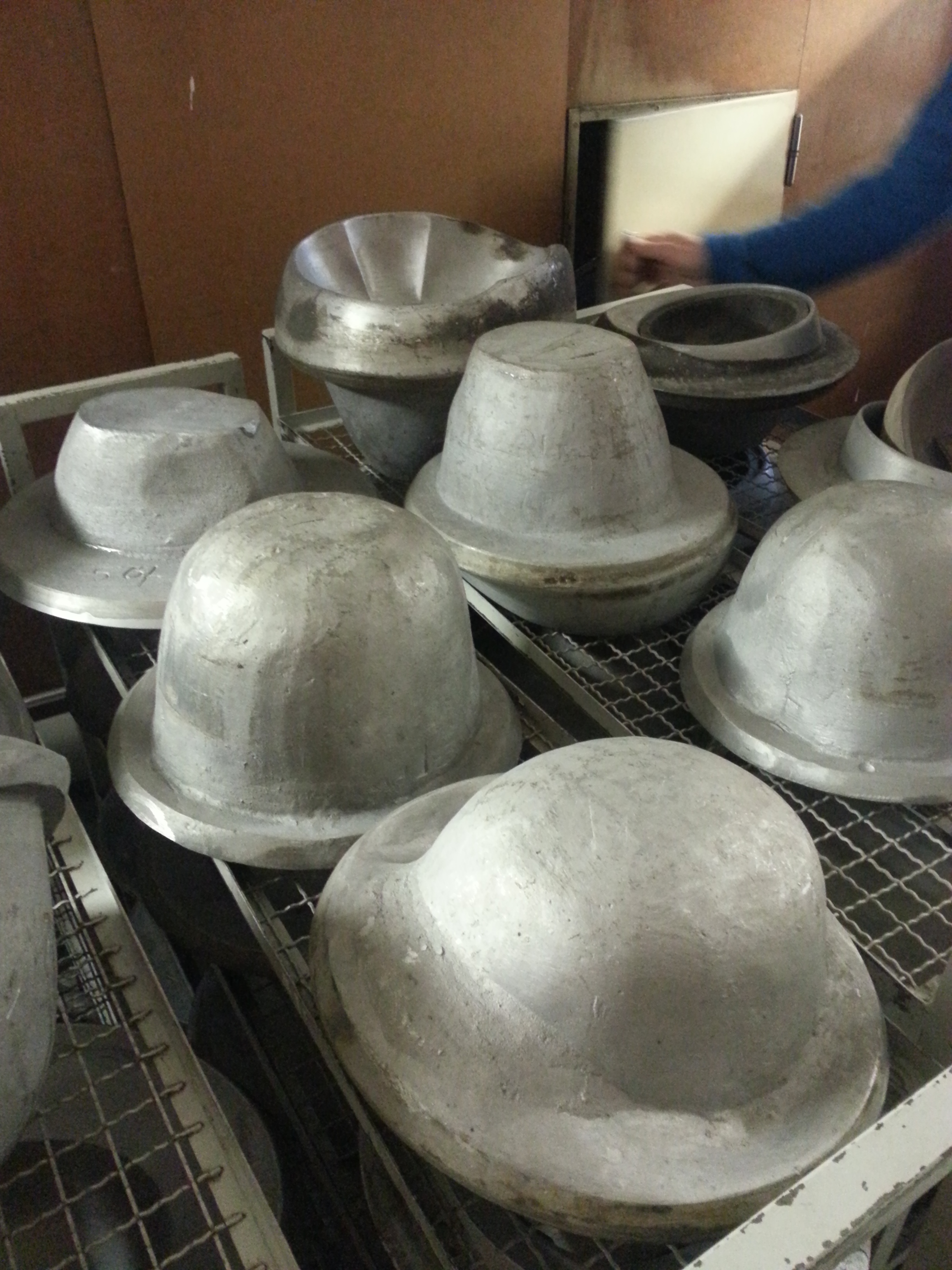
Metallprofiler som används vid formpressning av hattar.
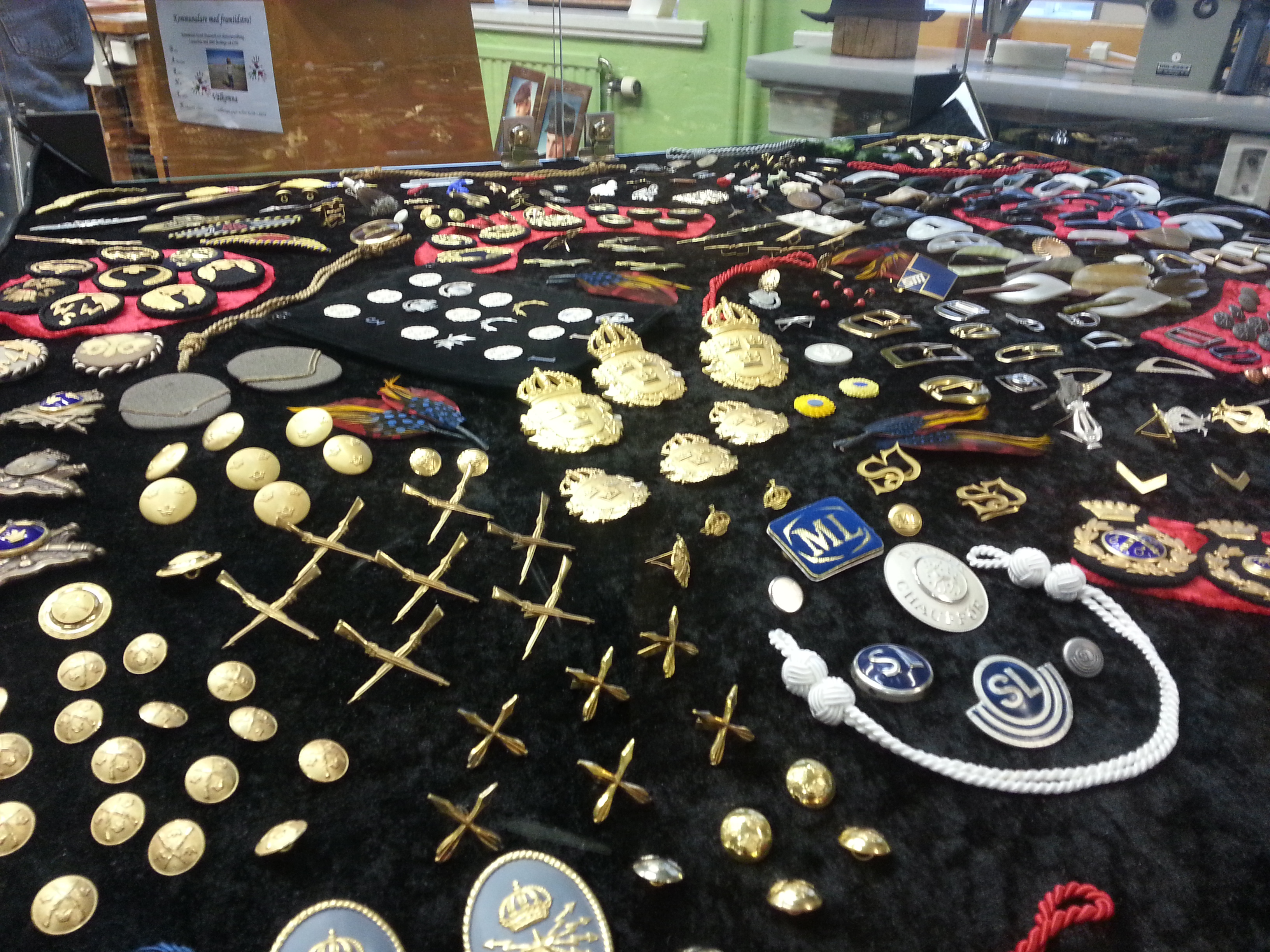
Blandade knappar och märken från museet.
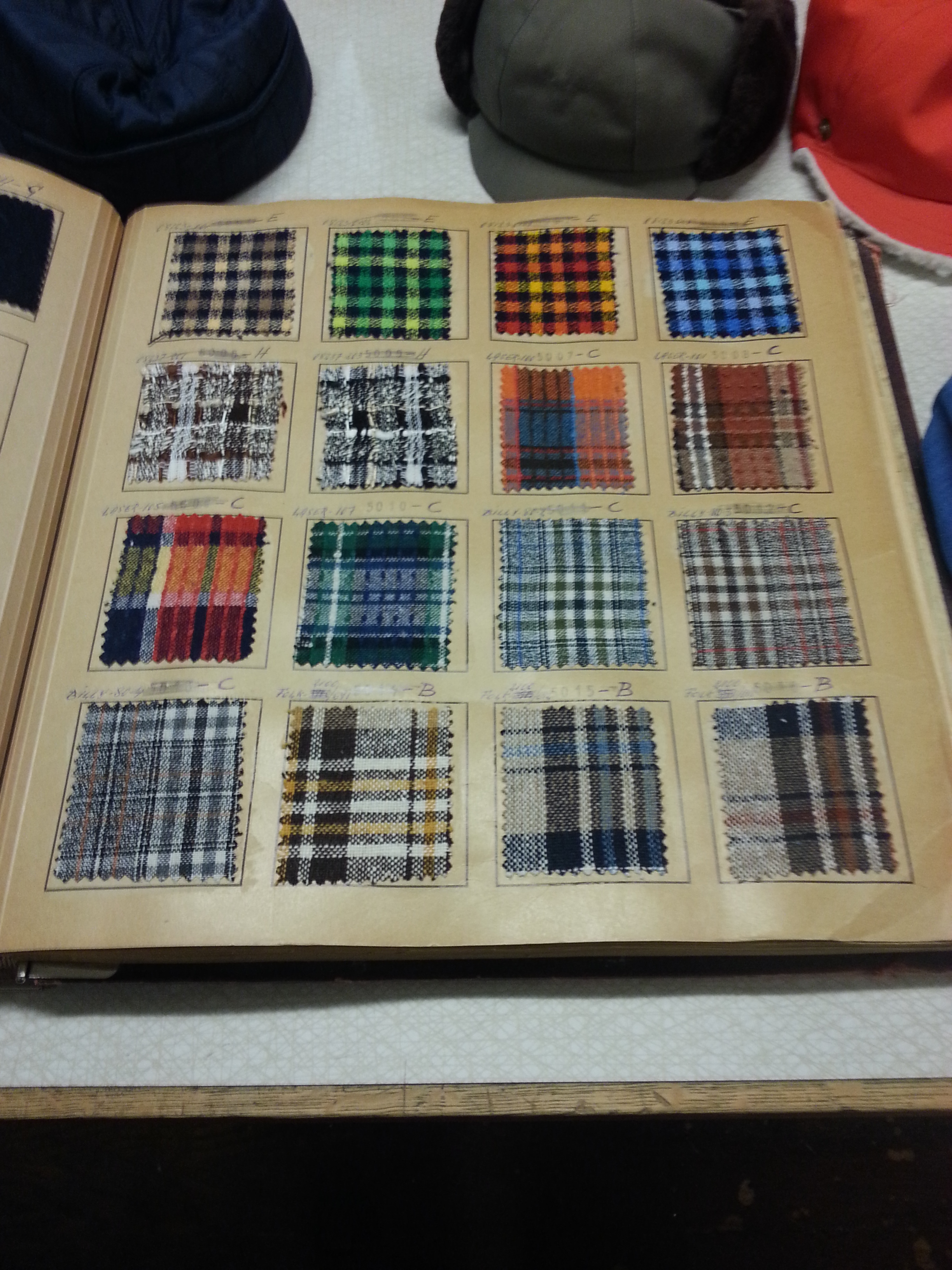
Mönsterprover
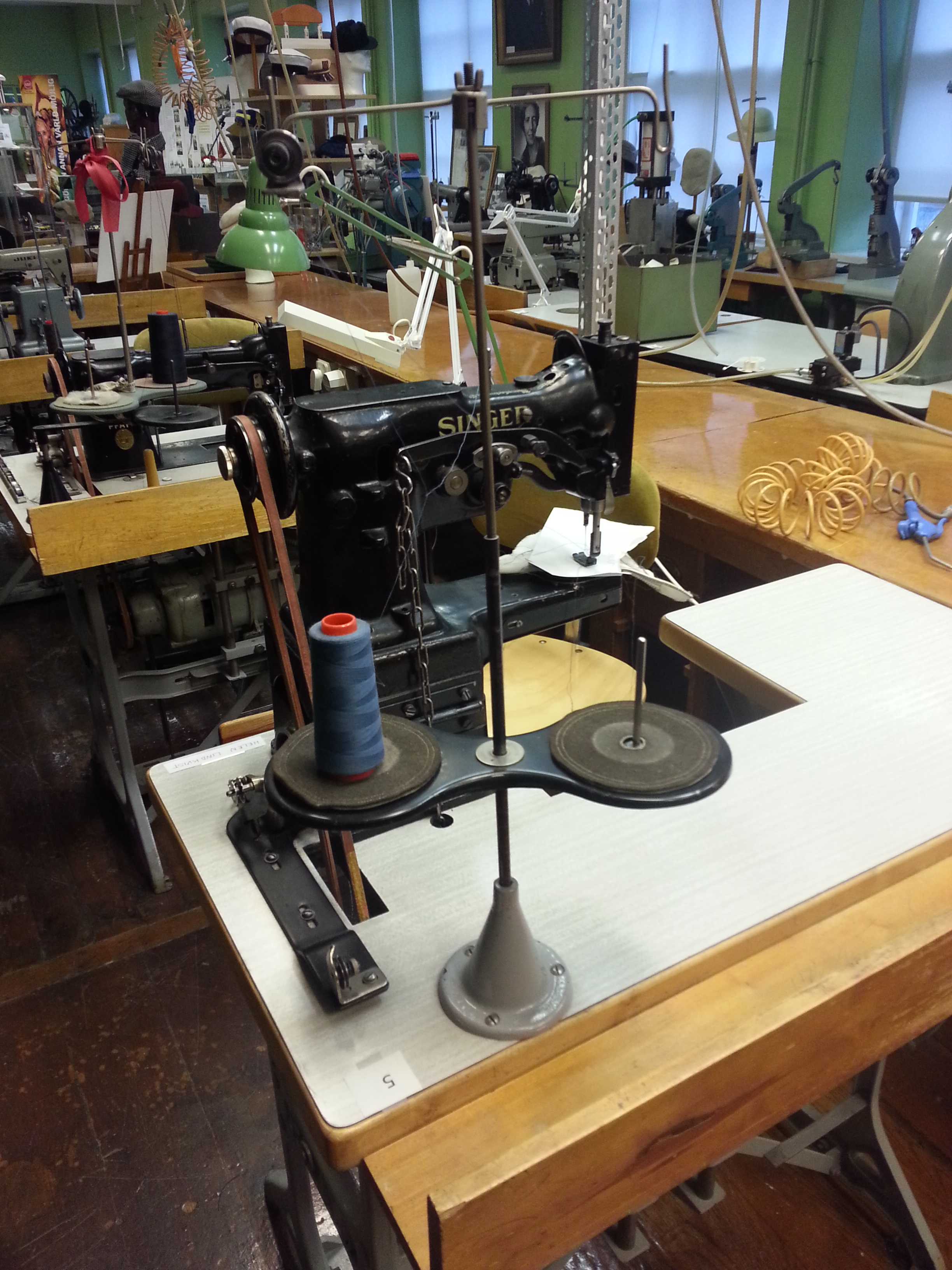
Symaskin